# 35 Biggest Hits
35 Biggest Hits — двухдисковый сборник лучших хитов американского кантри-музыканта Тоби Кита (1961—2024). Он был выпущен 6 мая 2008 года. Альбом включает тридцать четыре ранее записанных трека с предыдущих студийных альбомов Кита, а также недавно записанный трек «She’s a Hottie», который был выпущен на радио в начале 2008 года.
Эта компиляция — первая, охватывающая всю карьеру Кита; это стало возможным благодаря тому, что Universal Music Group Nashville владеет правами на весь его каталог (либо напрямую, либо через дистрибуцию). По состоянию на январь 2017 года в США было продано 1 210 900 копий альбома.
В феврале 2024 года после смерти музыканта альбом вновь вошёл в Billboard 200 и возглавил его, став пятым чарттоппером Кита.

## История
Двухдисковый сборник 2008 года 35 Biggest Hits аккуратно делится на диск с хитами 90-х и диск с синглами нового тысячелетия, останавливаясь на альбоме 2006 года White Trash with Money (альбом 2007 года Big Dog Daddy, очевидно, подпадает под другой контракт и поэтому отсутствует на этом сборнике), но добавляя новую запись «She’s a Hottie». Впервые альбом вышел в 2008 году и тогда достиг позиции № 2. Сборник включает 31 песню Кита из его 42, входивших в топ-10 Hot Country Songs, включая 15 из его 20 хитов номер один.

## Отзывы
| Оценки критиков | Оценки критиков |
| Источник        | Оценка          |
| --------------- | --------------- |
| AllMusic        | [ 4 ]           |
| Country Weekly  | [ 6 ]           |

Альбом получил положительные отзывы музыкальных критиков. Стивен Томас Эрлевайн из AllMusic отметил, что «Как и многие другие истории успеха, знаменитость Тоби Кита не пришла в одночасье — это было начало его второго акта, о чем свидетельствует двухдисковый сборник 2008 года 35 Biggest Hits. Такое разделение имеет смысл не только с хронологической, но и с музыкальной точки зрения, поскольку хиты Кита 90-х были гораздо мягче, чем его синглы 2000-х. Слушая 35 Biggest Hits, легко оценить, как сильно изменился Кит за эти годы и что сейчас он так же хорош, как и раньше. Это довольно показательный обзор карьеры и отличное знакомство с певцом, который, как бы ярко ни сияла его звезда, все ещё имеет тенденцию быть немного недооценённым».

## Коммерческий успех
35 Biggest Hits дебютировал на втором месте в американском хит-параде альбомов Billboard 200, с продажами 103 000 копий за первую неделю после выхода. За неделю после смерти Кита в феврале 2024 года альбом был продан в количестве 66 000 эквивалентных альбому единиц (11 000 в чистых продажах альбома), что позволило альбому вновь войти в Billboard 200 под первым номером; таким образом, альбом стал пятым чарттоппером Кита. Тоби Кит стал первым артистом, чьи 9 песен попали в топ-10 чарта цифровых продаж песен в стиле кантри (Country Digital Song Sales). Кит опередил имевших семь первых мест в чарте, которые занимали Кенни Роджерс (4 апреля 2020 года, после его смерти) и Тейлор Свифт (13 ноября 2010 года, благодаря выходу ее альбома Speak Now).

## Список композиций

### Disc 1
| №   | Название                                             | Автор(ы)                         | Длительность |
| --- | ---------------------------------------------------- | -------------------------------- | ------------ |
| 1.  | «Should’ve Been a Cowboy»                            | Тоби Кит                         | 3:30         |
| 2.  | «He Ain’t Worth Missing»                             | Кит                              | 3:08         |
| 3.  | «A Little Less Talk and a Lot More Action»           | Keith Hinton, Jimmy Alan Stewart | 2:49         |
| 4.  | «Wish I Didn’t Know Now»                             | Кит                              | 3:26         |
| 5.  | «Who's That Man» (сингловая версия)                  | Кит                              | 3:32         |
| 6.  | «Upstairs Downtown»                                  | Кит, Carl Goff Jr.               | 4:26         |
| 7.  | «You Ain’t Much Fun»                                 | Кит, Goff Jr.                    | 2:27         |
| 8.  | «Big Ol’ Truck»                                      | Кит                              | 3:42         |
| 9.  | «Does That Blue Moon Ever Shine on You»              | Кит                              | 3:50         |
| 10. | «A Woman's Touch»                                    | Кит, Wayne Perry                 | 5:35         |
| 11. | «Me Too»                                             | Кит, Chuck Cannon                | 3:52         |
| 12. | «We Were in Love»                                    | Cannon, Allen Shamblin           | 4:19         |
| 13. | «I’m So Happy I Can’t Stop Crying» (дуэт со Стингом) | Стинг                            | 4:01         |
| 14. | «Dream Walkin’»                                      | Кит, Cannon                      | 3:56         |
| 15. | «Getcha Some»                                        | Кит, Cannon                      | 3:16         |
| 16. | «How Do You Like Me Now?!»                           | Кит, Cannon                      | 3:26         |
| 17. | «Country Comes to Town»                              | Кит                              | 3:38         |
| 18. | «You Shouldn’t Kiss Me Like This»                    | Кит                              | 3:40         |

### Disc 2
| №   | Название                                                  | Автор(ы)                  | Длительность |
| --- | --------------------------------------------------------- | ------------------------- | ------------ |
| 1.  | «I’m Just Talkin’ About Tonight»                          | Кит, Scotty Emerick       | 2:46         |
| 2.  | «I Wanna Talk About Me»                                   | Bobby Braddock            | 3:04         |
| 3.  | «My List»                                                 | Rand Bishop, Tim James    | 3:21         |
| 4.  | «Courtesy of the Red, White, & Blue (The Angry American)» | Кит                       | 3:16         |
| 5.  | «Who's Your Daddy?»                                       | Кит                       | 3:59         |
| 6.  | «Beer for My Horses» (дуэт с Вилли Нельсоном)             | Кит, Emerick              | 3:32         |
| 7.  | «I Love This Bar»                                         | Кит, Emerick              | 5:35         |
| 8.  | «American Soldier»                                        | Кит, Cannon               | 4:23         |
| 9.  | «Whiskey Girl»                                            | Кит, Emerick              | 3:59         |
| 10. | «Stays in Mexico»                                         | Кит                       | 3:36         |
| 11. | «Mockingbird» (дуэт с дочерью Krystal)                    | Inez Foxx, Charlie Foxx   | 3:32         |
| 12. | «Honkytonk U»                                             | Кит                       | 3:35         |
| 13. | «As Good as I Once Was»                                   | Кит, Emerick              | 3:49         |
| 14. | «Big Blue Note»                                           | Кит, Emerick              | 2:58         |
| 15. | «Get Drunk and Be Somebody»                               | Кит, Emerick              | 2:58         |
| 16. | «A Little Too Late»                                       | Кит, Emerick, Dean Dillon | 4:06         |
| 17. | «She’s a Hottie» (новый трек)                             | Кит, Bobby Pinson         | 3:07         |

## Чарты
| Чарт (2008)                        | Высшая позиция |
| ---------------------------------- | -------------- |
| Канада (Canadian Albums Chart)     | 17             |
| США (Billboard 200)                | 2              |
| США (Billboard Top Country Albums) | 1              |

| Чарт (2024)                        | Высшая позиция |
| ---------------------------------- | -------------- |
| США (Billboard 200)                | 1              |
| США (Billboard Top Country Albums) | 1              |

| Чарт (2008)                       | Позиция |
| --------------------------------- | ------- |
| US Billboard 200                  | 82      |
| US Top Country Albums (Billboard) | 18      |
| Чарт (2009)                       | Позиция |
| US Billboard 200                  | 162     |
| US Top Country Albums (Billboard) | 31      |
| Чарт (2017)                       | Позиция |
| US Top Country Albums (Billboard) | 83      |
| Чарт (2019)                       | Позиция |
| US Top Country Albums (Billboard) | 83      |
| Чарт (2020)                       | Позиция |
| US Top Country Albums (Billboard) | 75      |
| Чарт (2021)                       | Позиция |
| US Top Country Albums (Billboard) | 22      |
| Чарт (2022)                       | Позиция |
| US Top Country Albums (Billboard) | 20      |
| Чарт (2023)                       | Позиция |
| US Top Country Albums (Billboard) | 31      |